# Boris Petrowitsch Kusmin

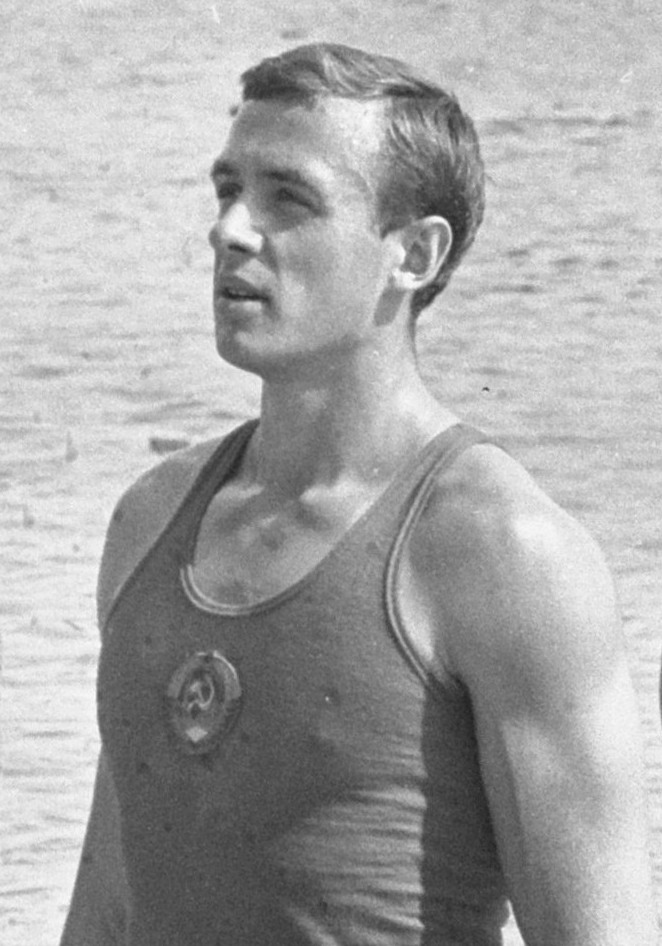
Boris Kusmin bei den Europameisterschaften 1964

Boris Petrowitsch Kusmin (russisch Борис Петрович Кузьмин; * 11. Februar 1941 in Moskau; † 30. November 2001) war ein sowjetischer Ruderer, der 1966 Weltmeisterschaftszweiter mit dem Vierer mit Steuermann war.

## Sportliche Karriere
Bei den Europameisterschaften 1964 in Amsterdam gewann der sowjetische Vierer mit Wladimir Jewsejew, Anatoli Tkatschuk, Boris Kusmin, Witali Kurdtschenko und Steuermann Anatoli Lusgin den Titel vor den Deutschen und den Italienern. Bei den Olympischen Spielen 1964 in Tokio siegten die Deutschen vor den Italienern, das sowjetische Boot belegte den fünften Platz.
Bei den Europameisterschaften 1965 in Duisburg gewann der sowjetische Vierer in der gleichen Aufstellung wie im Vorjahr den Titel vor den Booten aus Deutschland und aus der Tschechoslowakei. Im Jahr darauf siegte der Vierer aus der DDR bei den Weltmeisterschaften 1966 in Bled vor dem sowjetischen Boot und den Jugoslawen.
Der 1,95 m große Boris Kusmin ruderte für Spartak Moskau.